# Vinice
Vinice so naselje v Občini Sodražica.